# Dama (langue)
Pour les articles homonymes, voir Dama.
Le dama est une langue adamawa-oubanguienne du groupe Mbum parlée au Cameroun dans la Région du Nord, le département de la Bénoué et l'arrondissement de Rey-Bouba.
Parlée par une cinquantaine de personnes (statut 8b), elle a pratiquement disparu.